# Uswiejka
Uswiejka, także Olszanka (biał. Усвейка; ros. Усвейка) – rzeka w północnej Białorusi (obwód witebski), prawy dopływ Ułły w zlewisku Morza Bałtyckiego. Długość – 116 km, powierzchnia zlewni – 708 km², średni przepływ u ujścia – 4,5 m³/s, spadek - 94,4 m, nachylenie – 0,8‰.
Wypływa na wysokości 221 m n.p.m. na Wysoczyźnie Orszańskiej i płynie zakolami na północny zachód przez Równinę Czaśnicką. Koło miasteczka Czaśniki uchodzi do Ułły. Skanalizowana na odcinku 28 km w górnym biegu. Znaczny przybór na wiosnę - zwykle 2,9 m ponad zwykły poziom, maksymalnie 4 m. Teren zlewni pagórkowaty, pocięty kanałami odwadniającymi, mocno zabagniony i zalesiony. Brzegi przeważnie strome, porośnięte mieszanym lasem. W dolnym biegu na prawym brzegu występują jeziora - największe Jezioro Żeryńskie.